# Liste der denkmalgeschützten Objekte in Mitterbach am Erlaufsee
Die Liste der denkmalgeschützten Objekte in Mitterbach am Erlaufsee enthält die 8 denkmalgeschützten, unbeweglichen Objekte der Gemeinde Mitterbach am Erlaufsee im niederösterreichischen Bezirk Lilienfeld.

## Denkmäler
| Foto |                 | Denkmal                                                                       | Standort                                           | Beschreibung | Metadaten |
| ---- | --------------- | ----------------------------------------------------------------------------- | -------------------------------------------------- | --- | --- |
| ja   | Datei hochladen | Pfarrhof HERIS-ID: 28281 Objekt-ID: 24838                                     | Josefsberg 17 Standort KG: Josefsrotte             | Ein Mittelflurhaus mit geknicktem Mansarddach, das von 1786 bis 1791 errichtet wurde. | BDA-Hist.: Q37919129 Status: § 2a Stand der BDA-Liste: 2025-06-30 Name: Pfarrhof GstNr.: 14/1                                                                                        |
| ja   | Datei hochladen | Kath. Pfarrkirche hl. Josef HERIS-ID: 28295 Objekt-ID: 24853                  | Josefsberg 17, neben Standort KG: Josefsrotte      | Eine schlichte Saalkirche von kubischer Wirkung mit westseitigem Dachreiter und geradem geschlossenem Chor. 1644 in der Nähe einer Einsiedelei als Kapelle errichtet und in der Zeit Maria Theresias Regentschaft zu einer Pfarrkirche ausgebaut. | BDA-Hist.: Q23933714 Status: § 2a Stand der BDA-Liste: 2025-06-30 Name: Kath. Pfarrkirche hl. Josef GstNr.: .4 Pfarrkirche Josefsberg                                                |
| ja   | Datei hochladen | Kath. Pfarrkirche hl. Klemens Maria Hofbauer HERIS-ID: 28293 Objekt-ID: 24851 | bei Hauptstraße 13 Standort KG: Mitterbachseerotte | Anstelle einer 1875 erbauten Kapelle zur Hl. Familie 1914/15 nach Plänen von Hubert Gangl in spätromantisch-expressionistischen bzw. Heimatstilformen erbaut, erst 1967 fertiggestellt, nach Westen ausgerichtete Saalkirche mit südlichem Seitenschiff, Turm 1938 ausgebaut, 1944 Pfarrexpositur. | BDA-Hist.: Q37919187 Status: § 2a Stand der BDA-Liste: 2025-06-30 Name: Kath. Pfarrkirche hl. Klemens Maria Hofbauer GstNr.: .162 Katholische Pfarrkirche in Mitterbach am Erlaufsee |
| ja   | Datei hochladen | Wohnhaus HERIS-ID: 28302 Objekt-ID: 24860                                     | Kapschgasse 28 Standort KG: Mitterbachseerotte     | Eine biedermeierliche Hofanlage mit Giebel und seitlich hölzernem Wirtschaftsgebäude. | BDA-Hist.: Q37919251 Status: Bescheid Stand der BDA-Liste: 2025-06-30 Name: Wohnhaus GstNr.: .30 Wohnhaus Kapschgasse 28                                                             |
| ja   | Datei hochladen | Evang. Pfarrhaus HERIS-ID: 28300 Objekt-ID: 24858                             | Kirchengasse 9 Standort KG: Mitterbachseerotte     | Ein villenartiger hakenförmiger Bau, der 1911 in Heimatstilformen erbaut wurde. | BDA-Hist.: Q37919222 Status: § 2a Stand der BDA-Liste: 2025-06-30 Name: Evang. Pfarrhaus GstNr.: .16                                                                                 |
| ja   | Datei hochladen | Wohnhaus, ehem. evang. Schule HERIS-ID: 28291 Objekt-ID: 24849                | Kirchengasse 22 Standort KG: Mitterbachseerotte    | Die Schule wurde im unmittelbaren Zusammenhang mit dem 1781 erlassenen Toleranzpatent 1786 gegründet und war eine von nur drei evangelischen Schulen in Niederösterreich. Der jetzige Bau im josephinischen Stil wurde 1817 errichtet und 1846 zu seinem jetzigen Aussehen erweitert. | BDA-Hist.: Q37919173 Status: Bescheid Stand der BDA-Liste: 2025-06-30 Name: Wohnhaus, ehem. evang. Schule GstNr.: .12                                                                |
| ja   | Datei hochladen | Evang. Pfarrkirche A.B. HERIS-ID: 28287 Objekt-ID: 24845                      | Mitterbach Standort KG: Mitterbachseerotte         | Die Toleranzkirche ist die älteste evangelische Kirche Niederösterreichs. Ursprünglich ein Bethaus, das am 21. August 1785 eingeweiht wurde. 1849 wurde westseitig der Fassadenturm aufgesetzt und so erhielt die Kirche im Wesentlichen ihr jetziges Aussehen. Die Saalkirche ist nach Osten ausgerichtet, hat einen eingezogenen halbkreisförmigen geschlossenen Chor und spätbarock-frühklassizistische Gliederungselemente. | BDA-Hist.: Q19971313 Status: § 2a Stand der BDA-Liste: 2025-06-30 Name: Evang. Pfarrkirche A.B. GstNr.: .15 Evangelische Pfarrkirche Mitterbach am Erlaufsee                         |
| ja   | Datei hochladen | Friedhofskreuz HERIS-ID: 28299 Objekt-ID: 24857                               | am Friedhof Standort KG: Mitterbachseerotte        | Ein Kreuz mit einer Christusfigur aus dem Jahr 1900. | BDA-Hist.: Q37919210 Status: § 2a Stand der BDA-Liste: 2025-06-30 Name: Friedhofskreuz GstNr.: 27 Friedhofskreuz, Mitterbach am Erlaufsee                                            |